# 1981–1982-es magyar labdarúgó-bajnokság (első osztály)
Tizenkilenc év után ismét vidéki csapat, a győri Rába Vasas ETO lett a bajnok, amely 1963-ban még Győri Vasas ETO néven diadalmaskodott. Verebes József edző mesterműve ez a bajnoki elsőség, miután a holland stílus meghonosítása után a csapat a totális, egész pályás letámadást alkalmazta mérkőzésein. A többi csapatnak erre nem volt ellenszere, a győri csapat 102 gólt szerzett. Meccsein tolongott a tömeg, telt ház nézte a rangadókat. A csapat húsz forduló után a második helyen állt az Újpesti Dózsa után. A Győr ezalatt 62 gólt szerzett, míg a Dózsa 37-et. Ezzel szemben Verebes mester együttese 33 gólt kapott, míg fővárosi riválisa 18-at. 1982 tavaszán a Győr folytatta menetelését: csak a ZTE ellen kaptak ki (1-0), míg a hazai meccseket kivétel nélkül megnyerték.
A három kieső csapat a Volán SC, a Szegedi EOL AK, és az Ózdi Kohász SE. Mivel a létszámot tizennyolcról tizenhatra csökkentették a következő szezonra vonatkozóan, így csak egy feljutó volt, az MTK-VM.

## Stadionok
| Klub                 | Stadion                    | Építés (felújítás) éve | Világítás | Férőhely |
| -------------------- | -------------------------- | ---------------------- | --------- | -------- |
| Ferencváros          | Üllői úti stadion          | 1974                   | van       | 29 800   |
| Tatabánya            | TBSC stadion               | 1946                   | nincs     | 25 000   |
| Vasas SC             | Fáy utcai stadion          | 1960                   | van       | 18 000   |
| Videoton             | Sóstói Stadion             | 1967                   | van       | 25 200   |
| Bp. Honvéd           | Kispesti stadion           |                        | nincs     | 15 000   |
| Debrecen             | Nagyerdei stadion          |                        | nincs     | 18 000   |
| Nyíregyháza          | Nyíregyháza Városi Stadion | 1958                   | nincs     | 22 000   |
| Újpest               | Megyeri úti stadion        | 1922                   | van       | 31 000   |
| Békéscsaba           | Kórház utcai stadion       | 1974                   | nincs     | 20 000   |
| Pécsi MSC            | PMSC Stadion               | 1955                   | nincs     | 12 000   |
| Rába ETO             | Rába ETO Stadion           | 1977                   | nincs     | 24 000   |
| Csepel SC            | Csepeli stadion            |                        | van       | 22 000   |
| Zalaegerszeg         | ZTE stadion                |                        | van       | 20 000   |
| Volán SC             | Czabán Samu téri stadion   | 1959                   | nincs     | 18 000   |
| Diósgyőr             | DVTK-stadion               | 1968                   | nincs     | 33 100   |
| Ózd                  | Városi Stadion             | 1958                   | nincs     | 22 000   |
| SZEOL AK             |                            |                        | van       | 22 000   |
| Szombathelyi Haladás | Rohonci úti stadion        |                        | nincs     | 20 000   |
| Összesen             | Összesen                   | Összesen               | Összesen  | 397 100  |

## Végeredmény
| Hely. | Csapat                 | M  | Gy | D  | V  | G+  | G– | Gk  | P  | Továbbjutás vagy kiesés                   |
| ----- | ---------------------- | -- | -- | -- | -- | --- | -- | --- | -- | ----------------------------------------- |
| 1.    | Rába ETO               | 34 | 21 | 7  | 6  | 102 | 50 | +52 | 49 | 1982–1983-as bajnokcsapatok Európa-kupája |
| 2.    | Ferencvárosi TC        | 34 | 20 | 4  | 10 | 76  | 46 | +30 | 44 | 1982–1983-as UEFA-kupa                    |
| 3.    | Tatabányai Bányász     | 34 | 15 | 13 | 6  | 58  | 43 | +15 | 43 | 1982–1983-as UEFA-kupa                    |
| 4.    | Videoton               | 34 | 18 | 5  | 11 | 49  | 44 | +5  | 41 |                                           |
| 5.    | Újpesti Dózsa KGY      | 34 | 14 | 12 | 8  | 49  | 37 | +12 | 40 | 1982–1983-as kupagyőztesek Európa-kupája  |
| 6.    | Budapesti Honvéd       | 34 | 15 | 9  | 10 | 54  | 40 | +14 | 39 |                                           |
| 7.    | Csepel SC              | 34 | 11 | 14 | 9  | 37  | 34 | +3  | 36 |                                           |
| 8.    | Pécsi MSC              | 34 | 15 | 5  | 14 | 51  | 45 | +6  | 35 |                                           |
| 9.    | Szombathelyi Haladás Ú | 34 | 13 | 9  | 12 | 46  | 42 | +4  | 35 |                                           |
| 10.   | Békéscsabai Előre      | 34 | 11 | 13 | 10 | 44  | 44 | 0   | 35 |                                           |
| 11.   | Debreceni VSC          | 34 | 13 | 8  | 13 | 46  | 55 | −9  | 34 |                                           |
| 12.   | Vasas SC               | 34 | 12 | 8  | 14 | 57  | 54 | +3  | 32 | 1982–1983-as közép-európai kupa           |
| 13.   | Zalaegerszegi TE       | 34 | 9  | 14 | 11 | 33  | 47 | −14 | 32 |                                           |
| 14.   | Diósgyőri VTK          | 34 | 9  | 11 | 14 | 48  | 62 | −14 | 29 |                                           |
| 15.   | Nyíregyháza            | 34 | 8  | 12 | 14 | 35  | 51 | −16 | 28 | Osztályozó                                |
| 16.   | Volán SCK              | 34 | 5  | 11 | 18 | 43  | 61 | −18 | 21 | Kiestek az NB II-be                       |
| 17.   | SZEOL AK Ú K           | 34 | 8  | 4  | 22 | 35  | 74 | −39 | 20 | Kiestek az NB II-be                       |
| 18.   | Ózdi Kohász Ú K        | 34 | 7  | 5  | 22 | 41  | 75 | −34 | 19 | Kiestek az NB II-be                       |

A bajnok Rába ETO játékosai
Kovács László (28) – Csonka Gyula (34), Hlagyvik Gábor (33), Glázer Róbert (23), Magyar Lajos (32) – Hannich Péter (33), Póczik József (33), Mile Sándor (33) – Szabó Ottó (34), Szentes Lázár (31), Hajszán Gyula (34).
Játszott még: Szíjártó László (22), Burcsa Győző (21), Gyurmánczy Attila (17), Pardavi Károly (9), Onhausz Tibor (8), Kiss Csaba (5), Füzi Géza (1), Hornyák Béla (1), Koltai István (1), Palla Antal (1).
Edző: Verebes József
Az ezüstérmes Ferencvárosi TC játékosai
Kakas László (18) – Jancsika Károly (29), Beles Ferenc (27), Rab Tibor (31), Takács László (26) – Ebedli Zoltán (30), Nyilasi Tibor (25), Pogány László (31) – Szabadi László (32), Szokolai László (32), Pölöskei Gábor (31).
Játszott még: Szántó Gábor (26), Judik Péter (20), Mörtel Béla (20), Kvaszta Lajos (18), Koch Róbert (16), Zsiborás Gábor (16), Tepszics Ignác (2).
Edző: Novák Dezső
A bronzérmes Tatabányai Bányász játékosai
Kiss Imre (27) – Szabó György (34), Lakatos Károly (33), Fischer László (34) – Emmer László (31), Csapó Károly (26), Hermann Sándor (34) – Kiprich József (19), Kovács István (20), Weimper István (31), P. Nagy László (34).
Játszott még: Udvardi Endre (20), Barabás Tibor (19), Fejes Ferenc (17), Schmidt István (11), Dombai András (8), Dupai János (8), Schumann Péter (4), Tamás Sándor (4), Deákvári Antal (1), Méhesi Ferenc (1).
Edző: dr. Lakat Károly

## Helyezések fordulónként
1982–1983-as bajnokcsapatok Európa-kupája       1982–1983-as UEFA-kupa       Osztályozó        NB II
| Csapat╲Forduló        | 1  | 2  | 3  | 4  | 5  | 6  | 7  | 8  | 9  | 10 | 11 | 12 | 13 | 14 | 15 | 16 | 17 | 18 | 19 | 20 | 21 | 22 | 23 | 24 | 25 | 26 | 27 | 28 | 29 | 30 | 31 | 32 | 33 | 34 |
| --------------------- | -- | -- | -- | -- | -- | -- | -- | -- | -- | -- | -- | -- | -- | -- | -- | -- | -- | -- | -- | -- | -- | -- | -- | -- | -- | -- | -- | -- | -- | -- | -- | -- | -- | -- |
| Rába ETO              | 13 | 08 | 04 | 01 | 06 | 02 | 07 | 09 | 06 | 08 | 05 | 02 | 06 | 06 | 06 | 04 | 03 | 02 | 02 | 02 | 03 | 03 | 03 | 02 | 03 | 01 | 01 | 01 | 01 | 01 | 01 | 01 | 01 | 01 |
| Ferencváros           | 01 | 07 | 05 | 02 | 05 | 11 | 11 | 13 | 10 | 07 | 06 | 07 | 09 | 08 | 08 | 07 | 10 | 07 | 07 | 05 | 05 | 05 | 05 | 04 | 04 | 02 | 03 | 04 | 02 | 02 | 02 | 02 | 02 | 02 |
| Tatabányai Bányász    | 07 | 12 | 12 | 12 | 14 | 09 | 05 | 06 | 05 | 02 | 03 | 05 | 04 | 01 | 02 | 01 | 04 | 03 | 03 | 04 | 04 | 04 | 04 | 05 | 05 | 05 | 05 | 05 | 04 | 03 | 03 | 03 | 03 | 03 |
| Videoton              | 12 | 05 | 02 | 09 | 10 | 06 | 06 | 08 | 08 | 06 | 04 | 06 | 05 | 05 | 05 | 03 | 02 | 04 | 04 | 03 | 02 | 02 | 02 | 01 | 01 | 04 | 02 | 03 | 05 | 05 | 05 | 04 | 04 | 04 |
| Újpesti Dózsa         | 09 | 02 | 01 | 03 | 01 | 03 | 01 | 04 | 04 | 05 | 02 | 03 | 01 | 03 | 01 | 02 | 01 | 01 | 01 | 01 | 01 | 01 | 01 | 03 | 02 | 03 | 04 | 02 | 03 | 04 | 04 | 06 | 05 | 05 |
| Budapesti Honvéd      | 06 | 04 | 11 | 11 | 07 | 04 | 02 | 01 | 01 | 01 | 01 | 01 | 03 | 02 | 03 | 05 | 06 | 06 | 06 | 07 | 06 | 06 | 06 | 07 | 07 | 06 | 07 | 07 | 06 | 06 | 06 | 05 | 06 | 06 |
| Csepel SC             | 18 | 14 | 07 | 04 | 03 | 01 | 03 | 02 | 03 | 03 | 08 | 09 | 11 | 11 | 12 | 11 | 09 | 11 | 12 | 09 | 09 | 08 | 09 | 08 | 09 | 08 | 08 | 08 | 09 | 09 | 08 | 07 | 07 | 07 |
| Pécsi MSC             | 16 | 16 | 14 | 14 | 13 | 08 | 13 | 07 | 11 | 10 | 10 | 08 | 10 | 10 | 10 | 13 | 14 | 15 | 14 | 11 | 10 | 12 | 11 | 10 | 08 | 09 | 10 | 09 | 08 | 07 | 07 | 08 | 08 | 08 |
| Szombathelyi Haladás  | 02 | 10 | 09 | 06 | 02 | 07 | 04 | 03 | 02 | 04 | 09 | 10 | 07 | 07 | 07 | 08 | 08 | 08 | 08 | 08 | 08 | 09 | 08 | 11 | 11 | 12 | 12 | 12 | 13 | 13 | 13 | 13 | 09 | 09 |
| Békéscsabai Előre     | 03 | 01 | 06 | 05 | 12 | 14 | 12 | 10 | 12 | 13 | 16 | 15 | 15 | 14 | 15 | 14 | 12 | 09 | 09 | 12 | 12 | 10 | 12 | 12 | 12 | 10 | 11 | 10 | 10 | 12 | 11 | 09 | 10 | 10 |
| Debreceni MVSC        | 15 | 15 | 17 | 16 | 16 | 16 | 16 | 15 | 15 | 12 | 14 | 13 | 16 | 13 | 11 | 09 | 13 | 13 | 13 | 15 | 15 | 15 | 14 | 14 | 14 | 14 | 13 | 13 | 11 | 10 | 12 | 10 | 12 | 11 |
| Vasas SC              | 11 | 06 | 08 | 10 | 11 | 13 | 10 | 05 | 07 | 09 | 07 | 04 | 02 | 04 | 04 | 06 | 05 | 05 | 05 | 06 | 07 | 07 | 07 | 06 | 06 | 07 | 06 | 06 | 07 | 08 | 09 | 12 | 11 | 12 |
| Zalaegerszeg          | 08 | 13 | 15 | 15 | 15 | 15 | 15 | 14 | 13 | 15 | 12 | 16 | 12 | 15 | 13 | 10 | 11 | 12 | 11 | 13 | 11 | 11 | 10 | 09 | 10 | 11 | 09 | 11 | 12 | 11 | 10 | 11 | 13 | 13 |
| Diósgyőr              | 04 | 03 | 13 | 13 | 09 | 12 | 14 | 16 | 16 | 16 | 17 | 17 | 17 | 17 | 17 | 17 | 17 | 14 | 17 | 14 | 14 | 13 | 13 | 13 | 13 | 13 | 14 | 14 | 15 | 14 | 15 | 15 | 14 | 14 |
| Nyíregyházi Spartacus | 10 | 11 | 10 | 07 | 08 | 05 | 08 | 11 | 09 | 11 | 11 | 11 | 08 | 09 | 09 | 12 | 10 | 10 | 10 | 10 | 13 | 14 | 15 | 15 | 15 | 15 | 15 | 15 | 14 | 15 | 14 | 14 | 15 | 15 |
| Volán SC              | 17 | 17 | 16 | 17 | 17 | 17 | 17 | 17 | 17 | 17 | 15 | 14 | 14 | 16 | 14 | 16 | 16 | 16 | 15 | 16 | 16 | 16 | 16 | 16 | 16 | 16 | 16 | 16 | 16 | 16 | 16 | 16 | 16 | 16 |
| SZEOL AK              | 14 | 18 | 18 | 18 | 18 | 18 | 18 | 18 | 18 | 18 | 18 | 18 | 18 | 18 | 18 | 18 | 18 | 18 | 18 | 18 | 18 | 18 | 18 | 18 | 18 | 18 | 18 | 18 | 17 | 17 | 17 | 17 | 17 | 17 |
| Ózdi Kohász           | 05 | 09 | 03 | 08 | 04 | 10 | 09 | 12 | 14 | 14 | 13 | 12 | 13 | 12 | 16 | 15 | 15 | 17 | 16 | 17 | 17 | 17 | 17 | 17 | 17 | 17 | 17 | 17 | 18 | 18 | 18 | 18 | 18 | 18 |

forrás: Utak a táblázaton.  Népsport,  XXXVIII. évf.  110. sz. (1982. május 12.)   3. o.

## Kereszttáblázat
hazai győzelem       döntetlen       vendéggyőzelem
| Hazai \ Vendég1 | ETO | FTC | TBSC | VID | ÚJP | HON | CSE | PMSC | HAL | BCS | DEB | VAS | ZTE | DIO | NYI | VOL | SZE | ÓZD |
| Rába ETO        |     | 2–0 | 5–3  | 5–1 | 2–0 | 1–0 | 5–0 | 2–1  | 3–0 | 1–1 | 8–1 | 3–1 | 3–1 | 7–1 | 3–1 | 4–2 | 8–0 | 9–2 |
| Ferencváros     | 3–4 |     | 5–1  | 3–0 | 5–0 | 2–4 | 4–0 | 2–1  | 0–1 | 3–1 | 3–2 | 1–3 | 4–0 | 1–1 | 3–0 | 1–0 | 3–2 | 5–1 |
| Tatabánya       | 0–0 | 1–4 |      | 3–2 | 1–0 | 4–0 | 2–2 | 4–1  | 0–1 | 2–1 | 3–1 | 1–0 | 3–1 | 3–3 | 1–1 | 1–1 | 2–1 | 1–1 |
| Videoton        | 2–2 | 0–1 | 0–2  |     | 1–0 | 2–1 | 1–0 | 1–0  | 0–2 | 1–4 | 2–0 | 3–1 | 2–1 | 3–0 | 1–0 | 2–1 | 5–0 | 2–0 |
| Újpest          | 3–1 | 2–1 | 2–0  | 0–1 |     | 3–2 | 0–0 | 1–1  | 2–0 | 4–0 | 2–3 | 2–2 | 2–0 | 1–1 | 3–1 | 2–1 | 4–0 | 1–0 |
| Bp. Honvéd      | 1–1 | 0–2 | 1–3  | 1–2 | 3–0 |     | 0–1 | 2–0  | 3–0 | 0–0 | 2–1 | 3–1 | 1–0 | 2–1 | 3–2 | 1–1 | 1–0 | 3–2 |
| Csepel          | 3–4 | 0–1 | 0–0  | 3–1 | 1–1 | 2–1 |     | 1–0  | 0–0 | 0–0 | 5–0 | 3–0 | 0–0 | 2–2 | 0–0 | 2–0 | 2–0 | 2–1 |
| Pécs            | 1–2 | 1–0 | 0–0  | 1–2 | 2–2 | 1–1 | 2–1 |      | 4–1 | 2–0 | 2–0 | 3–2 | 3–1 | 1–3 | 2–1 | 4–2 | 4–1 | 2–0 |
| Haladás         | 5–1 | 1–2 | 1–1  | 1–1 | 1–1 | 1–0 | 0–0 | 1–2  |     | 1–0 | 0–0 | 2–0 | 1–1 | 3–2 | 3–1 | 3–0 | 3–1 | 6–1 |
| Békéscsaba      | 0–1 | 3–1 | 0–2  | 1–1 | 1–1 | 3–3 | 0–0 | 1–2  | 2–1 |     | 2–1 | 0–0 | 1–1 | 4–1 | 3–3 | 2–1 | 1–0 | 1–0 |
| Debrecen        | 3–2 | 0–1 | 3–2  | 2–0 | 1–1 | 1–1 | 1–0 | 1–1  | 3–1 | 2–4 |     | 2–1 | 0–0 | 2–1 | 2–0 | 0–0 | 3–1 | 2–1 |
| Vasas           | 1–1 | 2–4 | 1–1  | 2–2 | 0–2 | 0–1 | 0–0 | 2–1  | 4–1 | 2–0 | 3–2 |     | 5–0 | 2–1 | 2–0 | 3–1 | 0–0 | 3–1 |
| Zalaegerszeg    | 1–0 | 1–1 | 2–2  | 1–3 | 2–2 | 1–1 | 0–0 | 2–1  | 0–1 | 1–1 | 1–1 | 3–2 |     | 2–1 | 0–0 | 1–0 | 2–1 | 2–1 |
| Diósgyőr        | 4–4 | 2–0 | 1–1  | 0–1 | 0–0 | 0–0 | 0–2 | 2–0  | 1–0 | 2–2 | 2–1 | 3–5 | 0–1 |     | 1–1 | 2–0 | 1–0 | 5–1 |
| Nyíregyháza     | 1–1 | 1–1 | 1–1  | 2–1 | 2–1 | 1–1 | 1–0 | 1–0  | 1–0 | 1–1 | 0–1 | 1–4 | 1–1 | 3–0 |     | 1–1 | 2–1 | 1–0 |
| Volán           | 2–0 | 3–4 | 1–3  | 1–1 | 1–3 | 1–6 | 3–0 | 1–2  | 1–1 | 0–1 | 0–0 | 1–1 | 2–1 | 2–2 | 4–1 |     | 2–2 | 5–0 |
| SZEOL AK        | 1–4 | 2–1 | 0–2  | 1–2 | 0–1 | 0–3 | 2–2 | 2–1  | 4–3 | 1–3 | 3–2 | 2–1 | 1–1 | 0–2 | 2–1 | 2–0 |     | 2–1 |
| Ózd             | 4–3 | 4–4 | 0–2  | 2–0 | 0–0 | 0–2 | 2–3 | 0–2  | 0–0 | 2–0 | 0–2 | 3–1 | 0–1 | 5–0 | 3–1 | 2–2 | 1–0 |     |

Forrás: Labdarúgó tabellaparádé NB I 1981—82. In  Népsport évkönyv, 1982-1983. Budapest: Ifjúsági Lapkiadó Vállalt. 1982.   74. o.  
1A hazai csapatok a bal oldali oszlopban szerepelnek.
Színek: Zöld = hazai győzelem; Sárga = döntetlen; Piros = vendéggyőzelem.
 

## Csapatok adatai
| Csapat              | Vezetőedző         | Csapatkapitány    | Szerelés | A csapat szezonja |
| ------------------- | ------------------ | ----------------- | -------- | ----------------- |
| Tatabányai Bányász  | Lakat Károly       | Szabó György      | adidas   | részletek         |
| Ferencváros         | Novák Dezső        | Nyilasi Tibor     | adidas   | részletek         |
| Vasas SC            | Bundzsák Dezső     | Török Péter       |          | részletek         |
| Videoton SC         | Szentmihályi Antal | Baranyi Sándor    |          | részletek         |
| Budapesti Honvéd SE | Tichy Lajos        | Lukács Sándor     |          | részletek         |
| Debreceni MVSC      | Kovács Ferenc      | Kiss János        |          | részletek         |
| Nyíregyházi VSSC    | Papp László        | Szekrényes András |          | részletek         |
| Újpesti Dózsa       | Temesvári Miklós   | Nagy László       | adidas   | részletek         |
| Békéscsabai Előre   | Zalai László       | Pásztor József    | adidas   | részletek         |
| Pécsi MSC           | Kovács Imre        | Katzirz Béla      |          | részletek         |
| Rába Vasas ETO      | Verebes József     | Magyar Lajos      | adidas   | részletek         |
| Csepel SC           | Keszthelyi Mihály  | Kőhalmi Gábor     | adidas   | részletek         |
| Zalaegerszegi TE    | Szőcs János        | Gass István       | adidas   | részletek         |
| Volán SC            | Takács Zoltán      | Ebedli Ferenc     |          | részletek         |
| Diósgyőri VTK       | Puskás Lajos       | Oláh Ferenc       |          | részletek         |
| Ózdi Kohász SE      | Pallagi Róbert     | Ligeti László     |          | részletek         |
| SZEOL AK            | Pataki Tamás       | Kozma Zoltán      |          | részletek         |
| Haladás VSE         | Török Péter        | Garics György     | adidas   | részletek         |

## Vezetőedző-váltások
| Csapat        | Távozott vezetőedző | A távozás módja      | A távozás ideje  | Helyezés a tabellán | Érkezett vezetőedző | A kinevezés ideje    | Forrás        |
| ------------- | ------------------- | -------------------- | ---------------- | ------------------- | ------------------- | -------------------- | ------------- |
| Pécsi MSC     | Szőcs János         | Lejárt a szerződése  | 1981. június 30. | Szezon előtt        | Kovács Imre         | 1981. június 25.     | [ 3 ] [ 4 ]   |
| Zalaegerszeg  | Lantos Mihály       | Közös megegyezés     | 1981. június 23. | Szezon előtt        | Szőcs János         | 1981. június 30.     | [ 5 ] [ 6 ]   |
| Nyíregyháza   | Temesvári Miklós    |                      | 1981. június     | Szezon előtt        | Papp László         | 1981. június 26.     | [ 7 ] [ 8 ]   |
| Volán SC      | Sárosi László       | Lejárt a szerződése  | 1981. június     | Szezon előtt        | Preiner Kálmán      | 1981. június 18.     | [ 9 ] [ 10 ]  |
| Újpesti Dózsa | Szusza Ferenc       |                      | 1981. június     | Szezon előtt        | Temesvári Miklós    | 1981. június 21.     | [ 11 ]        |
| Videoton      | Verebes József      | Közös megegyezés     | 1981. június 23. | Szezon előtt        | Szentmihályi Antal  | 1981. június 23.     | [ 5 ] [ 12 ]  |
| Rába ETO      | Kovács Imre         | Lejárt a szerződése  | 1981. június 30. | Szezon előtt        | Verebes József      | 1981. június 30.     | [ 13 ] [ 14 ] |
| Haladás       | Palicskó Tibor      |                      |                  | Szezon előtt        | Török Péter         | 1981. július 9.      | [ 15 ]        |
| SZEOL AK      | Kovács József       | 1981. szeptember 17. | Lemondott        | 18.                 | Pataki Tamás        | 1981. szeptember 17. | [ 16 ]        |
| Volán SC      | Preiner Kálmán      | 1981. szeptember 30. | Lemondott        | 17.                 | Takács Zoltán       | 1981. szeptember 30. | [ 17 ]        |
| Békéscsaba    | Marosvölgyi Károly  | 1981. december 31.   | közös megegyezés | 12.                 | Zalai László        | 1982. január 1.      | [ 18 ]        |

## Díjak
| Bajnok 1981/82        |
| Rába ETO 2. Bajnokság |

| Az év játékosa            | Gólkirály                       |
| Garaba Imre Bp. Honvéd SE | Hannich Péter Rába ETO (22 gól) |

### Góllövőlista
| Gól | Név             | Klub                  |
| --- | --------------- | --------------------- |
| 22  | Hannich Péter   | Rába Vasas ETO        |
| 21  | Szentes Lázár   | Rába Vasas ETO        |
| 19  | Kerekes György  | Debreceni MVSC        |
| 17  | Weimper István  | Tatabányai Bányász SC |
| 17  | Kiss Sándor     | Újpesti Dózsa         |
| 16  | Szokolai László | Ferencvárosi TC       |
| 15  | Hajszán Gyula   | Rába Vasas ETO        |
| 15  | Szabó Ferenc    | Szombathelyi Haladás  |
| 14  | Dobány Lajos    | Pécsi Munkás SC       |

## Osztályozók
| 1982. május 30. 17:00 |

| Kazincbarcikai Vegyész | 0–2   | MTK-VM |
| ---------------------- | ----- | ------ |
| Borsó 20' Handel 78'   | (0–2) |        |

| Kazincbarcika Nézőszám: 12 000 Játékvezető: Palotai Károly |

| 1981. június 6. 17:00 |

| MTK-VM | 0–1   | Kazincbarcikai Vegyész |
| ------ | ----- | ---------------------- |
|        | (0–0) | Szobonya 85'           |

| Hungária körút, Budapest Nézőszám: 4000 Játékvezető: Jaczina Róbert |

továbbjutó: MTK-VM 2-1
| 1982. május 30. 17:00 |

| Nyíregyháza                                 | 3–1   | Nagykanizsa |
| ------------------------------------------- | ----- | ----------- |
| Cséke 9' (11-esből) Kiss 17' Szekrényes 79' | (2–1) | Horváth 27' |

| Nyíregyháza Nézőszám: 22 000 Játékvezető: Szávó János |

| 1982. június 6. 17:00 |

| Nagykanizsa | 1–4   | Nyíregyháza                                                   |
| ----------- | ----- | ------------------------------------------------------------- |
| Kelemen 32' | (1–2) | Kiss 15' Polyák 45+1' Gondos 49' (öngól) Cséke 76' (11-esből) |

| Nagykanizsa Nézőszám: 15 000 Játékvezető: Kuti Sándor |

továbbjutó: Nyíregyháza 7-2